# Wilsill
Wilsill is een plaats en civil parish in het bestuurlijke gebied Harrogate, in het Engelse graafschap North Yorkshire. De plaats ligt iets ten oosten van de market town Pateley Bridge.

## Etymologie
De oudste verwijzing naar Wilsill vinden we terug in een charter uit Yorkshire gedateerd rond het jaar 1030. Het dorp wordt er Wifeles Healh genoemd. In 1086 in het Domesday Book komt Wilsill voor als Wifleshale, wat doorheen de eeuwen wijzigt naar Wiuelessale en Wilsell. Om uiteindelijk tot het hedendaagse Wilsill te komen.
De plaats verwijst naar het "stuk van land" (halh) van Wifel, waarbij Wifel een Oudengelse persoonsnaam is. Er bestaat echter ook de mogelijkheid dat de naam verwijst naar de Oudnoorse persoonsnaam Vífill.

## Geschiedenis
Wilsill wordt pas vanaf de 11e eeuw genoemd en steevast als gebied ressorterend onder de aartsbisschop van York. In 1086 waren er 18 dorpsbewoners, 21 keuterboeren, 1 freeman en 1 krijgsman thane woonachtig in Wilsill.
In 1743 werd, via giften, een school opgericht in het gehucht: Raikes. Deze school bestond dankzij deze giften; één van deze giften was een erfenis van mevrouw Alice Shepherd. Zij bepaalde per testament dat elke jongen die onderwijs genoot in de school op paasdag een uniform, compleet met hoed en schoenen, kreeg. Elk meisje een jurk en tevens een hoed en schoenen. Dit werd uiteindelijk afgevoerd doordat de leerlingen deze liefdadigheid als negatief percipieerden. De school sloot permanent in 1949.
Er werd in 1841 een methodistenkapel gebouwd in het naburige Smelthouses, maar deze wordt in 1897 gesloten en vervangen door een in Wilsill, die nog steeds actief is. In 1906 kwam nog een anglicaanse kerk bij in het dorp, gewijd aan St. Michael's and All Angels.
In de jaren 30 van de 20ste eeuw werd een rij huisjes en een winkel gesloopt en sinds is er geen winkel meer in het dorp. Er is een herberg, waarvan gezegd is dat het op de grens met Glasshouses werd gebouwd, omdat de brouwer die in dit dorp woonde en er veel eigendommen bezat geen herberg duldde in zijn eigen dorp. Deze herberg, The Birch Inn, sloot permanent ten gevolge van de coronacrisis.

## Politiek
Politiek gezien heeft dit gehucht, wegens een te laag inwonersaantal, geen eigen formeel bestuur. Administratief valt het gebied onder de de Town Council van de market town Pateley Bridge onder leiding van een jaarlijks te verkiezen burgemeester, te kiezen uit de verkozen raadsleden. Plateley Bridge valt dan weer onder de parish van High and Low Bishopside.

## Geografie
Het gehucht ligt in een kleine vallei nabij de rivier Nidd. De rivier stroomt niet door het grondgebied van Wilsill, maar wel een kleine zijstroom: Byril Beck.

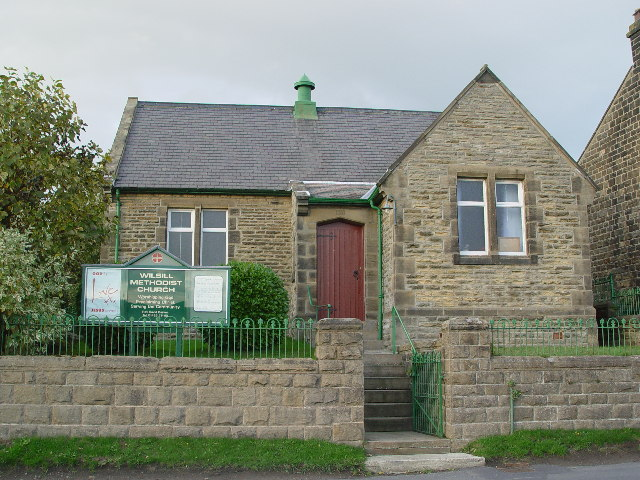
Methodisten kerk

1. 1 2   Fiche van Survey of English Place-Names over Wilsill, geraadpleegd op 14 november 2022.
2. ↑   Fiche van Open Domesday over Wilsill, geraadpleegd op 14 november 2022.
3. 1 2   Fiche van VisitorUK.com over Wilsill, geraadpleegd op 14 november 2022.